# Europarlamentari pentru Danemarca 2004-2009
Această listă este o listă a membrilor Parlamentul European for Denemarca in the 2004 to 2009 sesiunea, aranjați după nume. Vezi Alegeri pentru Parlamentul European, 2004 (Denemarca) for election results.
- Margrete Auken (Socialist People's Party, Grupul Verzilor - Alianța Liberă Europeană)
- Jens-Peter Bonde (June Movement, Independență și Democrație)
- Niels Busk (Venstre, Alianța Liberalilor și Democraților pentru Europa)
- Mogens Camre (Danish People's Party, Uniunea pentru Europa Națiunilor)
- Ole Christensen (Social Democrats, Partidul Socialiștilor Europeni)
- Anne Elisabet Jensen (Venstre, Alianța Liberalilor și Democraților pentru Europa)
- Dan Jørgensen (Social Democrats, Partidul Socialiștilor Europeni)
- Ole Krarup (People's Movement Against the EU, Stânga Unită Europeană - Stânga Verde Nordică)
- Christel Schaldemose (Social Democrats, Partidul Socialiștilor Europeni)
- Poul Nyrup Rasmussen (Social Democrats, Partidul Socialiștilor Europeni)
- Karin Riis-Jørgensen (Venstre, Alianța Liberalilor și Democraților pentru Europa)
- Anders Samuelsen (New Alliance). Until 7 May 2007: Det Radikale Venstre. Samuelsen has remained a member of the Alianța Liberalilor și Democraților pentru Europa.
- Gitte Seeberg (New Alliance). Until 7 May 2007: Conservatives. Seeberg has remained a member of the Partidul Popular European.
- Britta Thomsen (Social Democrats, Partidul Socialiștilor Europeni)